# 阿卜力提普·塔西
阿卜力提普·塔西，中国新疆人，维吾尔族，中华人民共和国政治人物、全国脱贫攻坚先进个人。

## 生平
阿卜力提普·塔西曾任墨玉县喀尔赛镇党委副书记、镇长。因在脱贫攻坚战中作出突出贡献，2021年2月25日全国脱贫攻坚总结表彰大会上，阿卜力提普·塔西被授予“全国脱贫攻坚先进个人”。